# Finnugor népek

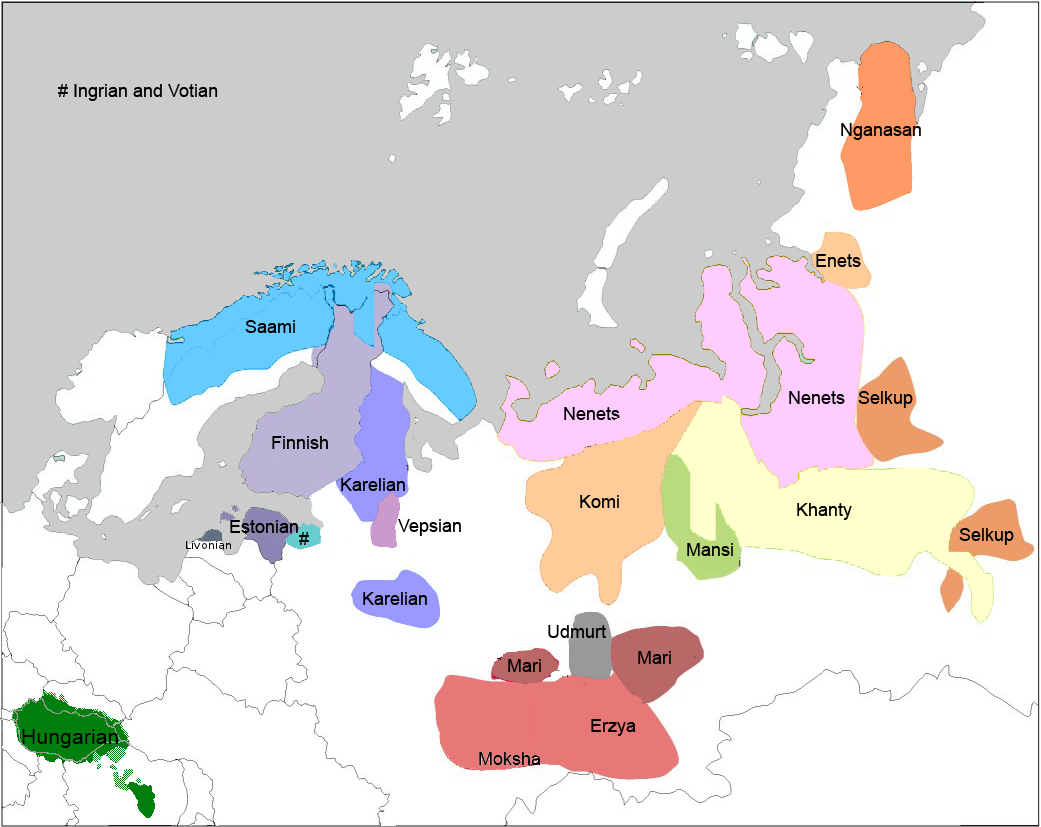
Uráli (finnugor és szamojéd) népek

A finnugor népek kifejezés olyan népeket, népességeket vagy embercsoportokat foglal magába, akik a történelemben és a jelenben finnugor nyelveket használtak és használnak. Ha a rokonnak tekintett szamojéd népeket is beleszámítjuk, akkor az uráli népek vagy az uráli népek családjáról beszélünk.
Ez a népcsalád rendkívül szerteágazó és összetett kulturális örökséggel rendelkezik, amelynek gyökerei évezredekre nyúlnak vissza. A finnugor népek döntő többsége Észak-, Kelet- és Közép-Európában, valamint Szibéria egyes területein él. A legismertebb finnugor népek közé tartoznak a finnek, észtek, magyarok, mordvinok, cseremiszek, zürjének, votjákok és a hanti és manysi népcsoportok.
Nyelvileg rendkívül érdekesek ezek a népcsoportok, mivel nyelvük alapvetően különbözik az indoeurópai nyelvcsaládtól. Sajátos nyelvtani szerkezetük, gazdag hangrendszerük és egyedi szókincsük révén önálló nyelvi csoportot alkotnak. Történelmük során sok népcsoport asszimilálódott más nagyobb népességekbe, néhányuk azonban sikeresen megőrizte eredeti kulturális és nyelvi identitását. A finnugor népek kultúrájában kiemelkedő szerepet játszanak a hagyományos mesterségek, a népzene, a mitológia és a természethez való szoros kötődés. Sok közösség máig őrzi ősi szokásait, néptáncait, zenei hagyományait és a természethez kapcsolódó spirituális életszemléletét. A finnugor népek zöme eredetileg erdős-tajgás vidékeken élt, ami alapvetően meghatározta gazdálkodási módjukat, életformájukat és kulturális sajátosságaikat.
Napjainkban a finnugor népek helyzete meglehetősen eltérő képet mutat. Míg egyes népcsoportok, mint a finnek és az észtek, önálló nemzetállamot hoztak létre és gazdaságilag fejlett országokban élnek, addig más közösségek – különösen Oroszország területén – küzdenek nyelvi és kulturális fennmaradásukért. A globalizáció és a nagyobb népcsoportok asszimilációs nyomása komoly kihívást jelent ezen népcsoportok identitásának megőrzésében. A finnugor népek tudományos kutatása rendkívül összetett terület, amelyben a nyelvészek, néprajzkutatók, régészek és antropológusok egyaránt fontos szerepet játszanak. Vizsgálják e népek eredettörténetét, vándorlási útvonalait, kultúrájának változásait és a különböző népcsoportok közötti kapcsolatrendszert. Ebben a kutatási folyamatban a nyelv mellett a régészeti leletek, a genetikai vizsgálatok és a néprajzi kutatások is fontos szerepet kapnak.

## Az uráliak közös korai történelme
Bizonyos értelemben a finnugor népeknek közös a korai történelmük, de a későbbi történelmük eltérő volt. Az uráliak (finnugorok és szamojédok) ősei szinte biztosan Közép- vagy Kelet-Szibériából származtak. Nyelvészeti, régészeti, valamint genetikai vizsgálatok is alátámasztják, hogy az uráliak Kelet-Szibériából származtak, majd körülbelül 2500 évvel ezelőtt nyugatra vándoroltak. Egyes történészek, köztük Juha Janhunen finn nyelvész szerint az uráliak eredeti hazája vagy az Ob és a Jenyiszej folyók között, vagy az Oroszország és Mongólia közötti Szaján-hegység közelében volt.
Az uráliak Eurázsia egész északi részén, többek között a Volga és az Urál vidékén élő őslakosokkal hozhatók kapcsolatba. Az északkelet-eurázsiai jukagírok szintén erős bizonyítékokat mutatnak a kulturális és nyelvi érintkezésre. Sok minden utal arra, hogy az uráli népek kontinuitása Észak-Eurázsia nagy részén az i. e. 3. évezred neolitikus kultúrái óta fennállt. Másrészt az eurázsiai sztyeppékről származó migrációk, átfedések és kulturális hatások is megfigyelhetők. Az európai dél-uráliak földművelő kultúrái észak felé terjeszkedtek az észak-uráliak vadászó-gyűjtögető, rénszarvastartó és halászó kultúráinak (a szamiiak és szamojédek ősei) rovására. Ez a majdnem három évezredig tartó folyamat még a 20. század elején is folytatódott a komiknak az Uráltól keletre és nyugatra fekvő tundrára való vándorlásával.
Az ősi uráliak vagy finnugorok bizonyítékait a régészek rokon (régészeti) kultúrák csoportjaival hozzák összefüggésbe. Ezek közé tartozik a i. e. 2. évezredben a bronzkori pozdnyakovói kultúra és a prikaszanszki kultúra a Volga folyórendszerétől nyugatra és keletre fekvő nagyobb területen. Az i. e. 300-ig tartó utolsó évezredben a vaskori gorogyeci és gyjakovói kultúra és az ananyjinói-kultúra követte őket. Ezekből a kultúrákból alakultak ki a késő antik és kora középkori finnugorok, akikről a i. sz. 1. évezredből származó írott forrásokban találunk beszámolókat. A Közép- és Észak-Kelet-Európa viszonylag zárt finnugor településterületét a balti, keleti szláv és török nyelvű népcsoportok bevándorlása és nyelvük átvétele a régen letelepedett népek által felbomlasztotta. Ebben az értelemben a mai finnugor népek, például a finnek, a magyarok és az észtek mellett a mai skandinávok, oroszok, baltiak és a Volga-Ural vidékén élő türk népek egy része is az ősi finnugorok etnikai leszármazottjainak tekinthető.

## A balti finnek
A balti finneket a közép- és észak-európai, valamint a kelet-európai "kultúrterületek" közötti határhelyzet alakította ki. A Német Lovagrend uralma alatt álltak, illetve Svédországhoz vagy Oroszországhoz tartoztak. A protestáns befolyás alatt álló finnek és észtek csak a 20. században szereztek államiságot. A mai kevesebb mint 1000 livóniai ősei adták Livónia nevét, és többségük beolvadt a lettek közé. Az ingárok (ingermanlandiak, germán finnek) a finnek egyik külső csoportja. A Leningrádi területen élnek. Az észtek sajátos etnikai csoportjai a võro nyelvet beszélő dél-észtek és a nyelvileg közel álló keresztény ortodox szeto (setu).
A balti finnek közé tartoznak még az iszhorenek, a vepszék és a vótok kis népei, amelyekre a múltban a keresztény-ortodox hagyományok gyakoroltak hatást. A karéliaiak alnemzetiségi csoportjaikkal (tulajdonképpeni karéliaiak, lűdek és livvári vagy olonetzi karéliaiak) ma kisebbséget alkotnak az Oroszországhoz tartozó Karéliai Köztársaságban. A déli vagy tveri karéliaiak egy külső csoportot alkotnak. Ők a Moszkvától északra fekvő Tver régióban élnek.
A kelet-tengeri finnugor tcsudák és vesek szerepet játszottak a mitológiai elemekkel gazdagított Nesztor-krónikában. Ez a 12. századi történeti mű azt állítja, hogy ezek a népcsoportok az északkelet-európai szlávokkal együtt 862-ben "behívták" a varégokat a területükre. Ha követjük a krónika állításait, ezzel megalapozták a Rurikidák felemelkedését és a Kijevi Rusz kialakulását. Abban az időben a Vesz törzsi fejedelemség létezett Belozerskben. A 10. században a novgorodi Csud (Csudnitseva) utcában a jelek szerint a felsőbb osztályhoz tartozó csudák, a kijevi Csud-udvarban (Csudin Dvor) pedig a nagyfejedelmek csudatartói voltak. A Kijevi Birodalomtól elszakadó Novgorodi Köztársaságban a csudák és a vótok is játszhattak bizonyos szerepet, amint azt a 614-es számú nyírségi oklevél (13. század vége) bizonyítani látszik.

## Kelet- és Észak-Kelet-Európa népei
A Kelet-Európa Volga-Ural vidékén élő népek fent említett csoportjába tartozik a gyakran csak kominak nevezett szír nép, a komi iszmétek sajátos népcsoportja (a Kola-félszigettől Északnyugat-Szibériáig a tundrán élnek) és a tőlük délre élő komi permják és komi jászvinek (oroszul: Коми-язьвинцы), továbbá az udmurt, a mari és a mordvin két népcsoportja vagy népe. A beszermánok muszlim felekezetű csoportja udmurt nyelven beszél.
E népek ősei megkülönböztetett történelmi szerepet játszottak a középkori Kelet-Európában. Több "óorosz" város (Murom, Rjazany) alapítói valójában volgai finnek voltak. A Volgától nyugatra, az erdős sztyeppén fekvő mordvin fejedelemségeket (12./13. század) az orosz krónikákban Purgaszov Rusznak nevezték. A dél-komik ősei valószínűleg a skandináv mondavilág Bjarmlandjával állnak rokonságban. A Volga-Ural déli részén mindig is jelentős befolyást gyakoroltak az eurázsiai sztyeppék törzsszövetségei és korai birodalmai (szarmaták, gótok, hunok, kazárok) és a délről bevándorlók (volgai bolgárok, tatárok). A volgai-finn és permi nyelvek beszélői gyakran e délről származó kelet-európai soknemzetiségű törzsszövetségek és nagyállamok befolyási övezetébe tartoztak. Az orosz hódításig az Arany horda és a tatár Kazanyi Kánság (1552-ig) központi politikai szerepet játszott a középső Volgán és az Urál előterében.
A Volga-Urál régió északi részén a Novgorodi állam vagy köztársaság terjeszkedése már a 10. században megkezdődött. Az egész régió meghódítása és gyarmatosítása a Moszkvai Nagyfejedelemség vagy a cári birodalom által azonban csak a 16. században fejeződött be. Az utolsó kelet-európai finnugor fejedelemség csak 1505-ben, a Nagy-Perm felbomlásával szűnt meg. A volgai-finn és permi népek gyarmatellenes tiltakozása gyakran vallási formákat öltött. A nemzeti autonómia mozgalma csak a 20. században alakult ki. A szovjet időkben nemzeti köztársaságok és területek jöttek létre, de autonómiájuk nagyon korlátozott maradt. Ma a róluk elnevezett köztársaságokban mindenütt kisebbségeket alkotnak.

### Finnugor mozgalom és közösség
1992 óta, amióta az első finnugor népek világkongresszusa megtartásra került Sziktivkarban (Komi Köztársaság), a finnugor népek, országok és régiók megnevezését használják. Észtországban, Finnországban, Oroszországban és Magyarországon állami és félállami politikai, tudományos és kulturális intézmények működnek, amelyek gondoskodnak a finnugor közösségi életről. A finnugor mozgalomhoz ma már tartoznak azok a népek képviselői is, akik szamojéd nyelvet beszélnek. Az 1990-es évek végén alakult etnofuturizmus mozgalom a finnugor identitás újjászületését és megújulását tűzte ki célul.

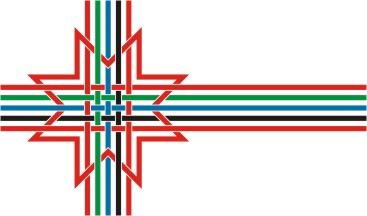
A finnugor nyelvű népek zászlaja

A Béke jóságos angyala emlékmű a siófoki mólónál, melyet a Siófokon 2012-ben megrendezett Finnugor Népek VI. Világtalálkozójának tiszteletére avattak fel.
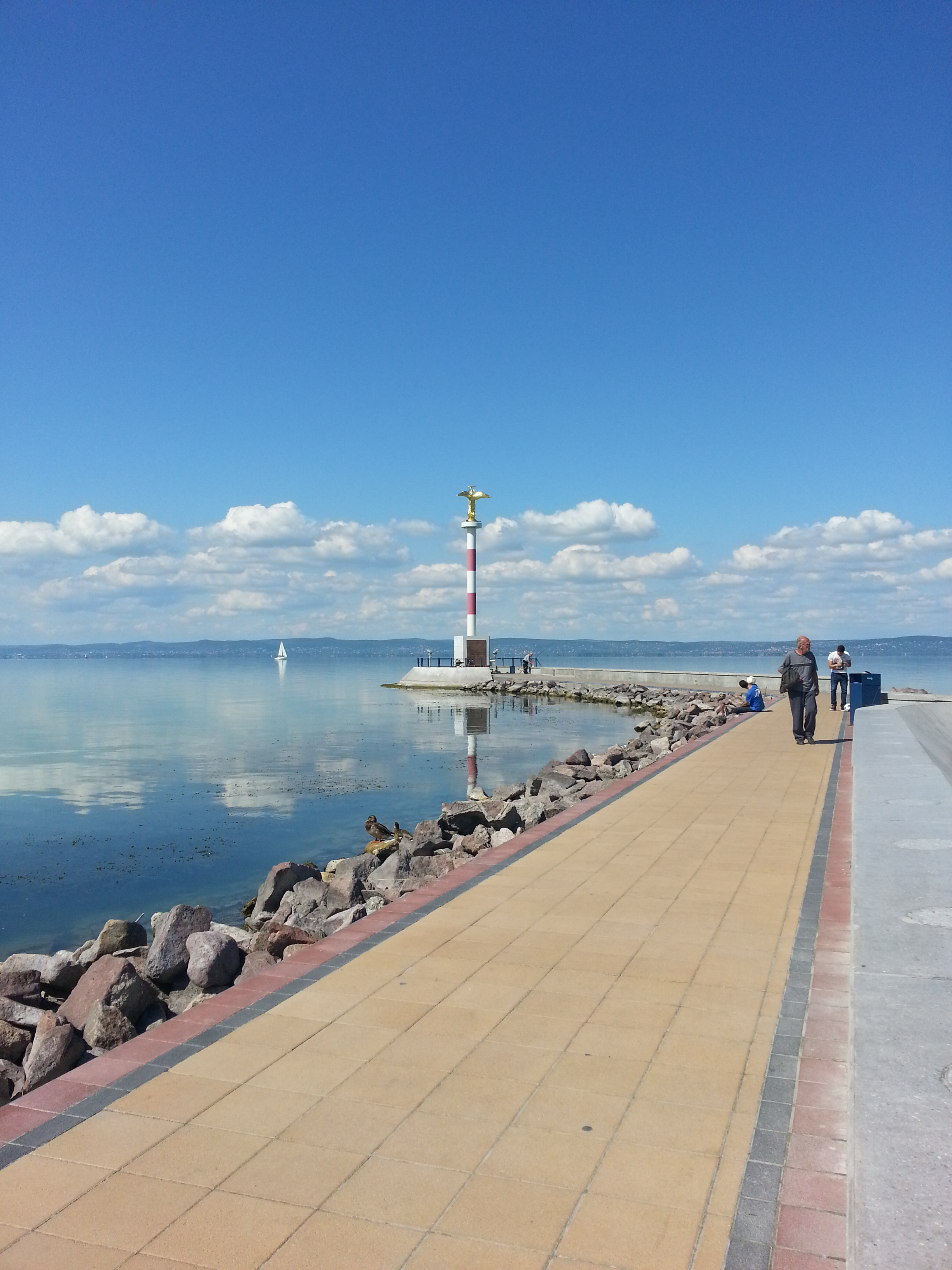
A siófoki móló melletti Krúdy sétány, háttérben az emlékmű
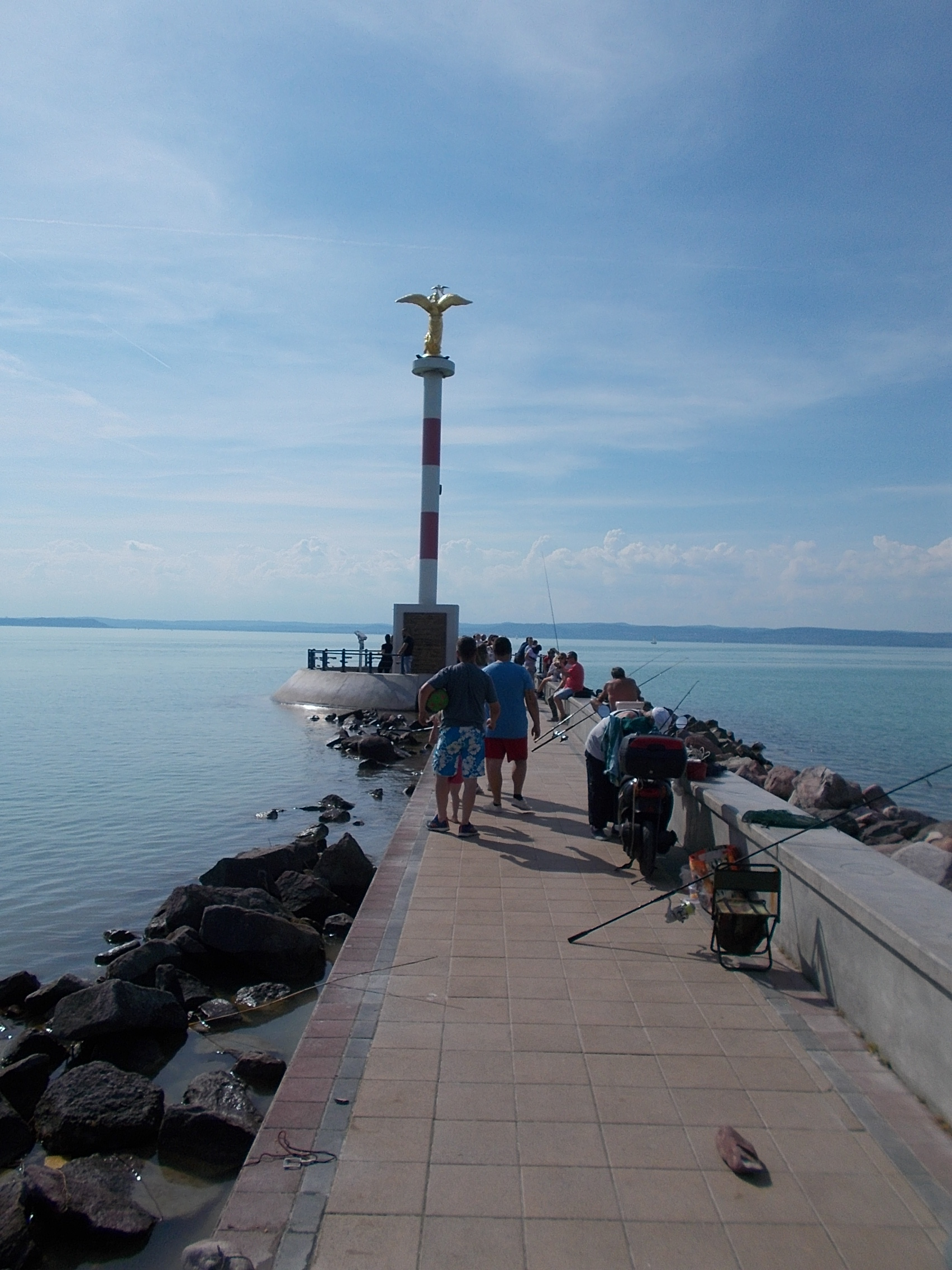
Az emlékmű a Krúdy sétány végén
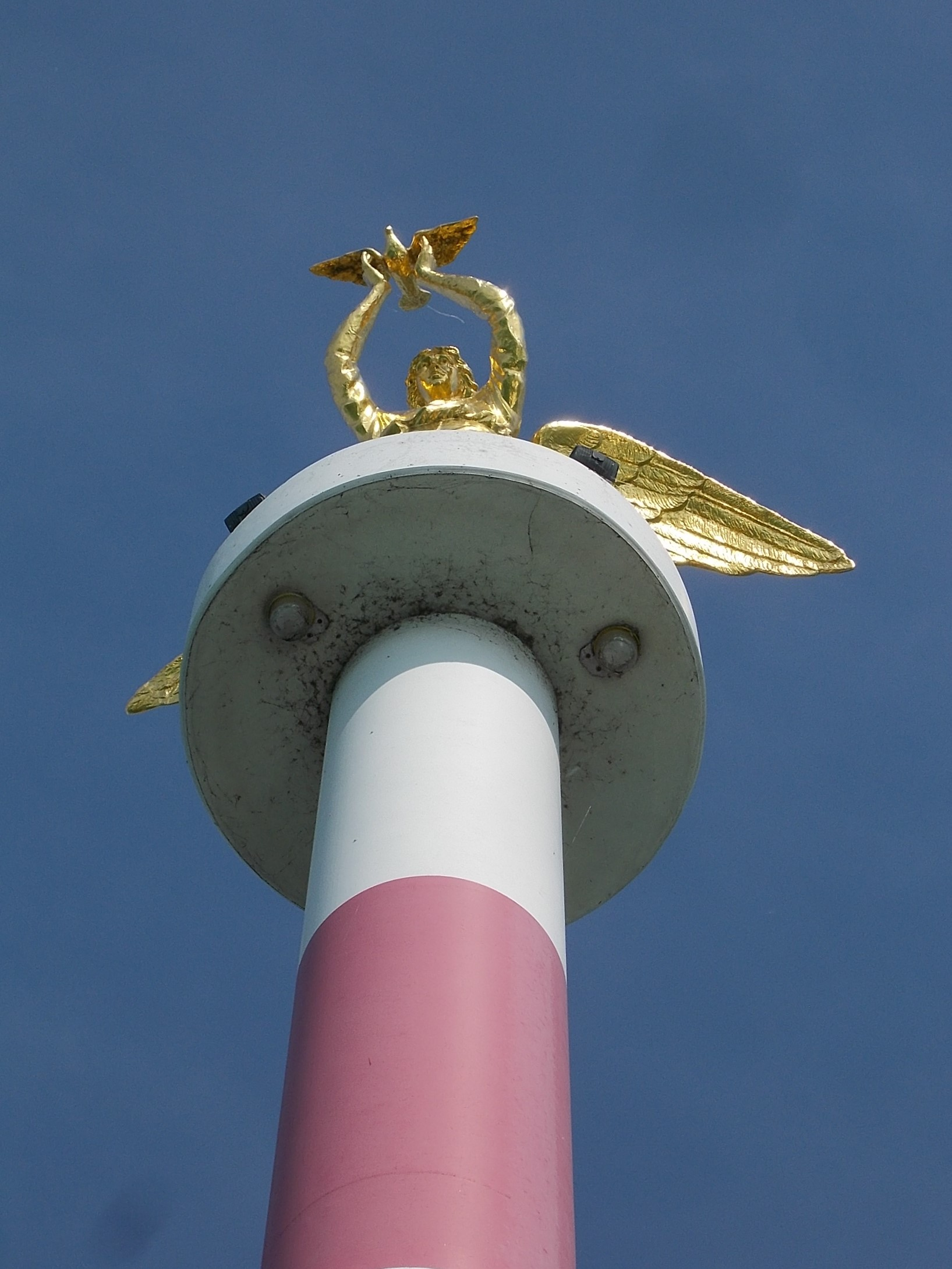
Az emlékmű tetején lévő szobor elölről
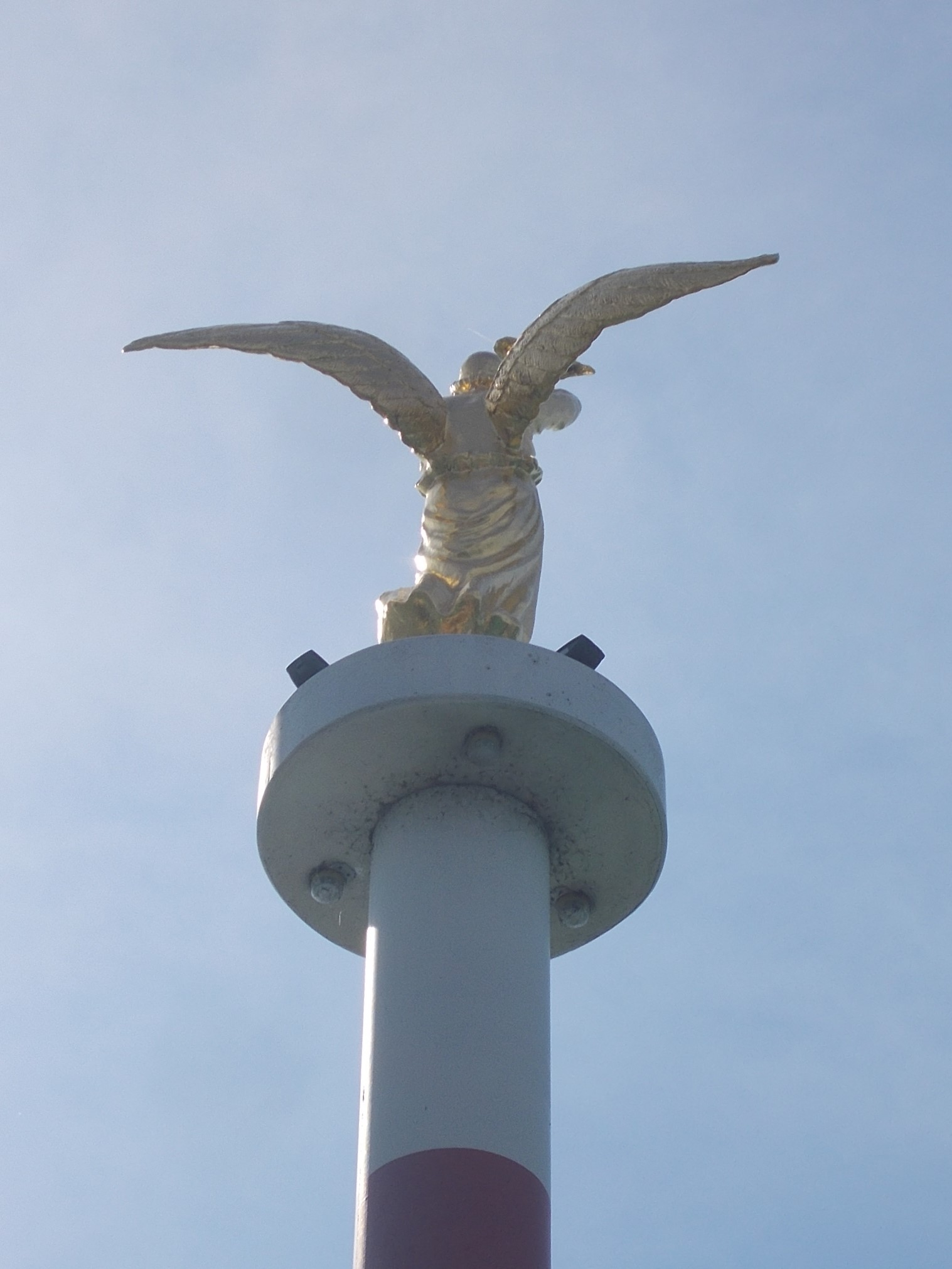
Az emlékmű tetején lévő szobor hátulról
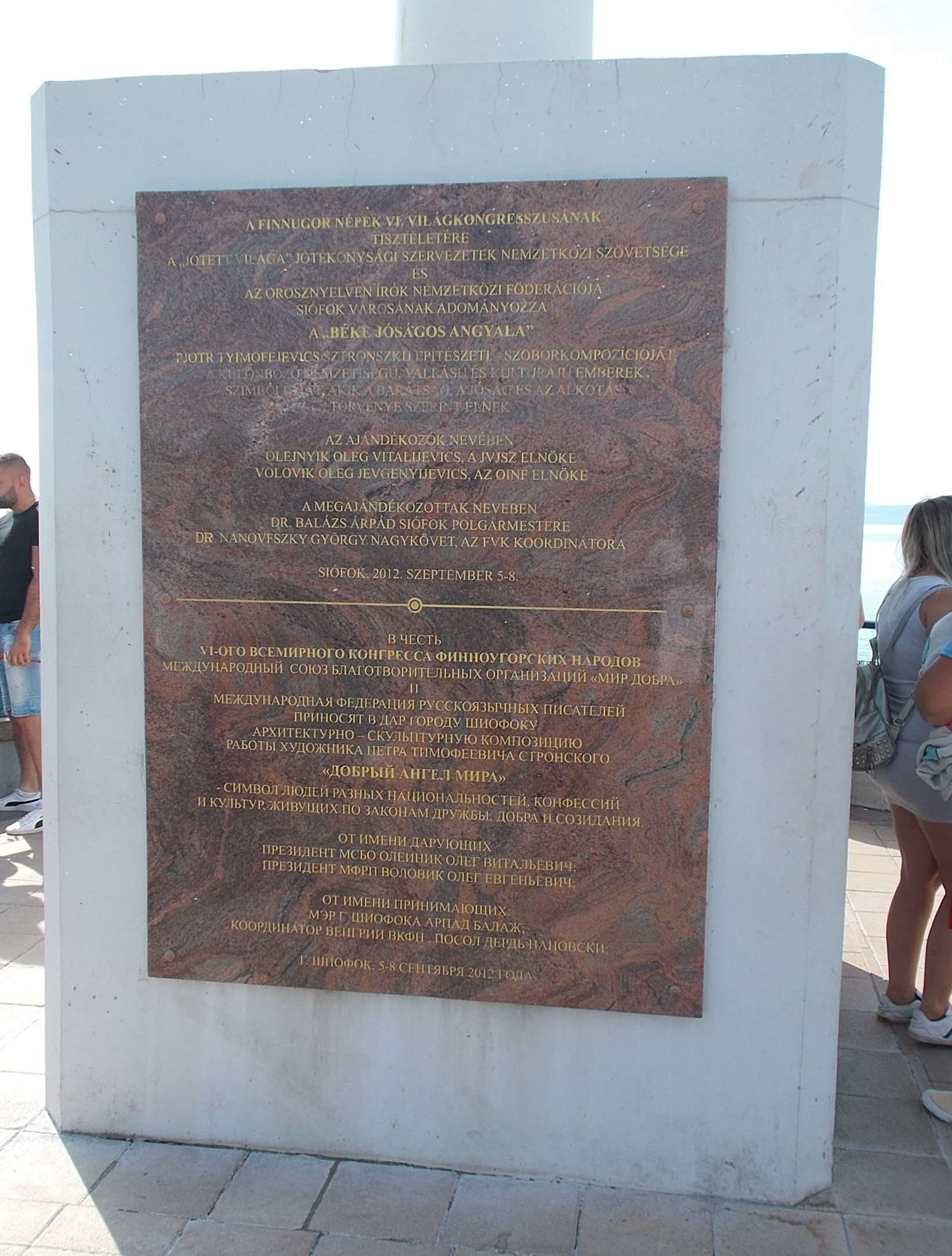
A Finnugor Világtalálkozó tiszteletére készült emléktábla az emlékmű talapzatán

## Finnugor népek listája
- Beszermánok (az udmurtok muzulmán részei)

- Csaŋták (Kelet-jákok)

- Erzák

- Észtek

- Finnek

- Ingermanländi finnek (Ingriai finnek, Ingermanländiak); Az ortodox ingermanländiak nem azonosak az ingriaiakkal; Mindkét csoport a Leningrádi területen él.

- karelusok

- Komik (zürjének)

- Komi-iszemcsek (Élnek a Kola-félszigeten és Északnyugat-Szibériában)

- Komi-permjákok

- Komi-szirjénok

- lívek

- lűdök

- Manysik (Vogulok)

- Marik

- Moksák

- mordvinok

- Tveri karelusok (Élnek Tver térségében, Moszkva északi részén)

- Setukok vagy Seto-k: Észtországban észteknek számítanak, Oroszországban nemzeti kisebbségnek

- Udmurtok (Votjákok)

- Magyarok

- Vepszék